# Falcon (contrôleur de jeu)

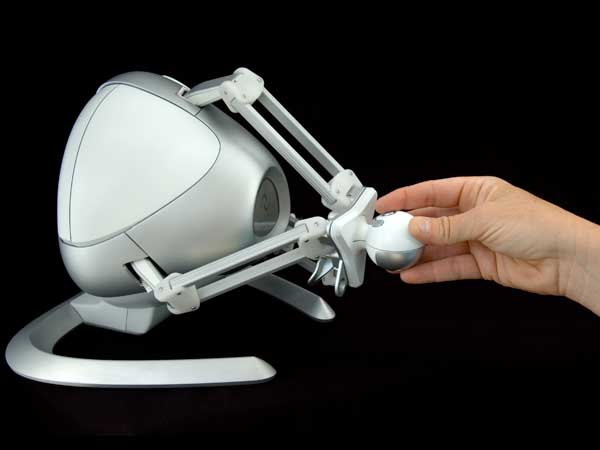
Novint Falcon

Le Falcon, de la société Novint, est un périphérique haptique branché en USB.
Il permet de ressentir le retour d'effort (recul pour une arme à feu dans les jeux FPS notamment, ainsi que poids des objets soulevés, mouvements et sensations lors de la recharge d'une arme), mais également plus rarement la texture des objets (granularité, type de surface) et leur résistance, ce qui permet d'émuler le sens du toucher.
Un "grip" en forme de boule est relié au support par des tiges (illustration ci-contre). Un grip alternatif en forme de pistolet avec une gâchette est disponible. Les 3 tiges sont déplacées par des moteurs. Le grip est manipulé par l'utilisateur tandis que les moteurs lui transmettent dans le même temps les forces envoyées par le jeu / par le programme.
Des pilotes et scripts personnalisés (créés par la communauté d'utilisateurs) permettent de jouer à des jeux plus récents avec ce système. Cependant en raison de la disparition des principaux sites en rapport avec l'appareil, ne subsiste qu'une archive de sauvegarde et certains contenus restent encore perdus (lost media).